# TV8 (Türkei)
TV8 ist ein privater türkischer Fernsehsender der Acun Medya und Doğuş Holding mit Sitz in Istanbul.

## Gründung und Organisation
TV8 wurde am 22. Februar 1999 von Mehmet Nazif Günal und seiner MNG Medya gegründet. November 2013 wurden 70 % der Anteile des Senders TV8 von Acun Ilıcalı und seiner Acun Medya erworben. 30 % gingen an die Doğuş Holding.

## TV-Programm
Von 1999 bis 2013 bestand das TV-Programm von TV8 aus Magazinen, internationalen TV-Serien (z. B. Alarm für Cobra 11 – Die Autobahnpolizei (Kobra Takibi, 2011–2013) und Flashpoint – Das Spezialkommando), Comedysendungen, Musiksendungen, Talkshows und Unterhaltungssendungen. Außerdem wurde von 1999 bis 2013 die Sportsendung Spor Bülteni, von 2012 bis 2013 die erfolgreiche Sportsendung Telegol (vorher Star TV (1998–2007), Kanal 1 (2007), Kanaltürk (2007–2012)) und andere Sportsendungen gezeigt. Auch folgende Nachrichtensendungen wurden bis 2013 ausgestrahlt:
- 1999–2013: Gün Ortası (mit Bilge Yurtdagülen)
- 1999–2013: Erkan Tan'la Başkentten (mit Erkan Tan)
- 2003–2013: Haberaktif (mit Gökmen Karadağ)
- 2008–2013: Hafta Sonu Haberleri (mit Aslı Mavitan)
- 2008–2013: tv8 Ana Haber (mit Kaan Yakuphan)
- 2010–2013: Erken Baskı (mit Özge Uzun)
- 2012–2013: Bilge Yurtdagülen'le İlk Sayfa (mit Bilge Yurdagülen)
- 2013: Tan Vakti (mit Erkan Tan)

Nachdem Ilıcalı den Sender gekauft hatte, wurden alle Nachrichtensendungen aus dem Programm genommen, da er den Sender zum reinen Entertainment-Sender umbauen wollte. Alle Mitarbeiter der Nachrichtenredaktion verloren ihren Arbeitsplatz. Auch alle Sportsendungen, mit Ausnahme von Bay Tahmin (seit 2006) und 8. Etap, wurden aus dem Programm genommen.
Nach der Übernahme durch Ilıcalı wechselten alle Acun Medya-Formate zum Sender TV8. Folgende Formate wanderten vom Sender Star TV zu TV8:
- Kaçak Gelinler (Romantische Komödie) (ab 8. September 2014)
- 3 Adam (Comedysendung) (ab September 2014)
- O Ses Türkiye (türkische Version von The Voice)
- O Ses Çocuklar (türkische Version von The Voice Kids)
- Yetenek Sizsiniz Türkiye (türkische Version von Britain’s Got Talent, entspricht Das Supertalent in Deutschland)
- Survivor Türkiye (türkische Version von Survivor)
- Hülya Avşar Show (Unterhaltungsshow) (vorher auf TNT Türkiye)

Solange wird das Programm mit alten Folgen und alten Sendungen, die von Acun Medya produziert werden bzw. wurden, ausgefüllt. Ende 2013 wurde bekannt, dass Saba Tümer, eine beliebte Unterhaltungsmoderatorin in der Türkei, mit ihren Sendungen zu TV8 wechseln wird. Nebenbei hat sich Ilıcalı die Ausstrahlungsrechte der spanischen, englischen und der italienischen Fußballliga gesichert. Die Rechte der UEFA Champions League, UEFA Europa League und der Formel 1 hat er ebenfalls gesichert.
Zusätzlich zu den genannten Formaten hat Ilıcalı sich von Talpa Media die Rechte an Utopia und von Keshet an Rising Star gesichert.

## Empfang
TV8 kann über Türksat 4A in Europa und in der Türkei empfangen werden. Das Programm wird über Türksat 4A 42° Ost auf 12,034 GHz vertikal (Symbolrate: 27.500) ausgestrahlt.

## TV8 int
Seit der TV-Saison 2014/15 besitzt der Sender einen europäischen Ableger. Für Türken, die in Europa leben, wird ein eigenes Programmfenster unter dem Namen TV8 int mit Magazinen und eigener Werbung angeboten.

## TV8 HD
Seit Februar 2015 wird das Programm von tv8 auch verschlüsselt in HD ausgestrahlt.